# Prva Liga Republiki Serbskiej (1995/1996)
Prva Liga Republiki Serbskiej (1995/1996) była 1. sezonem w piłce nożnej skupiającym najlepsze drużyny Serbów w Bośni i Hercegowinie. Ich zwycięzca nie zostawał jednak mistrzem tego kraju. W rozgrywkach brało udział 22 zespołów podzielonych na 2 grupy. Zwycięzcy każdej z nich walczyli o mistrzostwo Prvej Ligi Republiki Serbskiej. Pierwszym mistrzem Prvej Ligi Republiki Serbskiej została drużyna Boksit Milići. 

## Grupa A
- Rudar Prijedor (finał)
- Borac Banja Luka
- Kozara Gradiška
- Sloga Doboj
- Polet Brod
- BSK Banja Luka
- Ljubić Prnjavor
- Borac Šamac
- FK Modriča
- Sloboda Novi Grad
- Proleter (Teslić)

## Grupa B
- Boksit Milići (finał)
- Glasinac Sokolac
- Mladost Rogatica
- Sarajevo Pale
- Jedinstvo Brčko
- Panteri Bijeljina
- Leotar Trebinje
- Slavija Lukavica
- Željezničar Lukavica
- Drina Zvornik
- Romanija Pale

## Finał
- Boksit Milići - Rudar Prijedor 5 - 2
- Rudar Prijedor - Boksit Milići 2- 1

Zespół Boksit Milići został mistrzem Prvej Ligi Republiki Serbskiej.